# Banda Boccato
Per banda Boccato si intende un gruppo partigiano che operò nel periodo della Resistenza italiana nel basso Polesine.
Tale attribuzione di "banda", secondo alcuni storici locali, risulta però più consona all'ultimo periodo di attività del gruppo, quando iniziò a commettere - dopo numerose azioni finalizzate alla Liberazione - reati ascrivibili al tipo di delinquenza comune.

## Le origini e le azioni iniziali
Eolo Boccato (nato a Lipari il 20 agosto 1918), visse fin dai suoi primi momenti in un clima di antifascismo, soprattutto tramite il padre Amerigo, più volte condannato per reati politici. Dagli storici viene definito come una persona sensibile ma anche passionale, che ben si fece affascinare dalle ideologie del periodo resistenziale; iniziò infatti la propria attività partigiana nella zona di Adria esortando i compagni ad azioni decise e con spirito di sacrificio. A dimostrazione di questo, fu pronto a compiere davanti ad altri partigiani e a membri del C.L.N. locale il "gioco" della roulette russa, fortunatamente conclusosi senza vittime.
Inizialmente, partecipò ad azioni di grande rilevanza per la lotta di Liberazione, conclusesi anche con uccisioni di appartenenti al fascismo, ma tutte appunto facenti parte del genus dei delitti politici necessari o comunque inevitabili per tale conflitto.
Nel 1944, a fronte Alleato fermo, il gruppo di Boccato - appena formatosi - rimase l'unico attivo nella zona bassopolesana; assieme ad Eolo Boccato vi era il fratello Elio ed altri partigiani provenienti da paesi vicini ad Adria ed al Polesine. Nell'ottobre dello stesso anno venne brutalmente ucciso a Cavarzere da fascisti locali Espero Boccato, altro fratello di Eolo, che però non partecipava alla lotta resistenziale. Questo fatto aumentò il sentimento di odio che il Boccato provava contro le forze fasciste della R.S.I., in quanto egli si sentiva fortemente unito e responsabile nei confronti del fratello. Da tale momento, infatti, si registrano tra le azioni della banda alcuni reati di delinquenza comune.

## Il sequestro Cacciatori e l'eccidio Gaffarelli
La sera dell'8 ottobre 1944, alcuni componenti della banda si recarono presso l'abitazione di Antonio Gaffarelli di Ariano nel Polesine, chiedendo dapprima aiuto per sfuggire ai nazifascisti, poi compiendo quella che, processualmente, anni dopo sarà definita una rapina. Eolo Boccato ed alcuni compagni si appropriarono infatti, in tale occasione, di ogni sorta di bene.
Nel successivo mese di novembre, fu presa in ostaggio dal gruppo la figlia Marcella del fascista locale Carlo Cacciatori; i fascisti risposero a tale azione sequestrando la moglie e la figlia di Eolo Boccato; sarebbero state liberate solamente dopo la liberazione della Cacciatori. Marcella Cacciatori riuscì a salvarsi e a fuggire grazie ad un componente della banda di origine inglese: Arthur Banks.
Successivamente, il Boccato ed un compagno si recarono a chiedere generi alimentari (sempre nella zona di Ariano nel Polesine), alla famiglia del fratello di Antonio Gaffarelli: Alberico Gaffarelli. Quest'ultimo non era presente e i due furono accolti dalla moglie che notò, in una borsa che i partigiani portavano con loro, spuntare l'estremità di un mitra. Riconobbe, inoltre, nel vestito di Eolo, uno di quelli che erano stati asportati al cognato Antonio. La donna cacciò quindi i due, accusandoli di quanto commesso. Boccato tentò di sparare alla donna ma fu fermato dal compagno; si allontanò pronunciando però gravi minacce di morte.
Tali minacce si concretizzarono nella notte tra il 27 e il 28 novembre 1944; in tale data, il Boccato - con l'aiuto di altri tre partigiani - fece irruzione nella casa di Alberico Gaffarelli, uccidendo tutti gli abitanti, compresi due bambini in tenera età; il capobanda volle così punire il mancato aiuto di generi alimentari e tutti i fascisti, volendo vendicare così il fratello brutalmente assassinato; si scoprì in seguito che la famiglia uccisa non aveva alcun legame con le forze opposte alla Resistenza.
Eolo Boccato scrisse poi una comunicazione ai gerarchi della R.S.I. del Polesine, nella quale minacciò lo sterminio di una famiglia fascista per notte.

## L'uccisione di Eolo Boccato
Per decimare la banda e fare terra bruciata attorno a Boccato la GNR e la Brigata Nera di stanza nel Polesine iniziarono una spietata caccia all'uomo. Furono arrestati, torturati ed uccisi alcuni dei componenti come il già citato Arthur Banks ed il carabiniere sbandato Salvatore Calì, così come anche alcuni partigiani detenuti nelle carceri di Rovigo. Boccato fu ucciso assieme al compagno di lotta Giuseppe Galimberti il 4 febbraio 1945, tramite delazione della donna che lo ospitava, degli uomini dalla Compagnia O.P. (lo stesso corpo fascista che tempo prima ne aveva assassinato il fratello)  nei pressi di Adria, mentre si trovavano in un rifugio costruito da abitanti della zona. Le teste di Boccato e di Galimberti per ordine dei fascisti vennero poi recise dal busto, ricucite da un medico per essere riconoscibili ed infine fatte esporre nella vetrina del negozio del consorzio agrario di Adria.

## Indagini e processi del dopoguerra
Terminata la Seconda guerra mondiale, vi fu la necessità, tramite speciali Corti d'Assise, di giudicare quanto commesso da fascisti e partigiani nel periodo resistenziale.
Furono quindi condannati molti funzionari locali della R.S.I. (tra i quali gli esecutori delle uccisioni dei componenti del gruppo di Boccato), alcuni alla pena capitale ed altri all'ergastolo, questi ultimi scontarono però pene concretamente piuttosto brevi, a causa di amnistie ed indulti emanati in tale periodo a scopo pacificatorio (come l'amnistia Togliatti).
Anche i superstiti della banda Boccato furono processati nel dopoguerra per quanto commesso, in particolare per l'eccidio Gaffarelli e la rapina ai danni di Antonio Gaffarelli.
Tale processo, svoltosi nel luglio 1950 dinanzi alla Corte d'Assise di Rovigo, stabilì sostanzialmente che ai danni di Antonio Gaffarelli fu commessa una vera e propria rapina, a causa della natura di molti beni asportati dal gruppo e che l'eccidio Gaffarelli non fu un reato politico. I due principali imputati superstiti, Sante Romagnoli e Dino Formigoni (proveniente dalla zona di Bondeno), furono condannati rispettivamente a trenta e a undici anni di reclusione. Non fu a loro attribuita l'uccisione dei due bambini, ritenuta dalla Corte commessa unicamente da Eolo Boccato.
Sante Romagnoli, dopo l'appello e il successivo ricorso per Cassazione (impugnazioni che riconfermarono quanto stabilito dalla Corte d'Assise di Rovigo nel primo grado di giudizio), ebbe una riduzione di undici anni di reclusione, con l'applicazione dell'indulto previsto dal D.P.R. 19/12/1953 n. 922.

## Considerazioni storiografiche
Vari storici locali hanno descritto e documentato i fatti; principalmente Gianni Sparapan che, nel saggio Adria Partigiana, ha delineato tra i primi la vicenda del gruppo di Boccato. La sua opinione, maggiormente condivisa in ambito storiografico, vede la vicenda come una triste e limitata conseguenza della guerra civile italiana, appunto la Resistenza. La seconda edizione dell'opera citata, differisce dalla prima in particolare proprio per l'aggiunta della testimonianza di Sante Romagnoli sulla partecipazione all'eccidio Gaffarelli: questi ha sostenuto di non essere mai entrato nella casa durante l'azione delittuosa, ma di averla potuta seguire solamente mediante una finestra, notando Eolo Boccato sparare a tutta la famiglia in un unico momento. Dall'esame degli atti processuali si evince che tale versione non convinse la Magistratura del dopoguerra che, in base alle prove raccolte, innanzi tutto stabilì che da nessuna finestra sarebbe stato possibile vedere la scena del crimine e ritenne impossibile che la strage fosse stata compiuta in un unico momento e da una sola persona. 
Antonio Serena, invece, ha posto l'accento sull'indole di Eolo Boccato: appunto passionale ma desideroso di comando ed ammirazione; disapprovando generalmente le azioni compiute dal gruppo, lo storico e scrittore ha posto in luce inoltre i motivi per cui le forze della R.S.I. possano aver agito in maniera così brutale durante la Resistenza bassopolesana. 
Vittorio Tomasin si è soffermato sul consenso sociale che ricevette la banda, nonostante fossero previste severe pene durante il periodo bellico per chi la favoreggiasse in qualsiasi modo; le azioni iniziali e positive del gruppo crearono fiducia nella popolazione, che la vide come la rivalsa delle classi sociali più deboli e cercò di aiutarne i componenti con i suoi mezzi a disposizione. 
Nella propria Tesi di Laurea in giurisprudenza, Mirco Trombini ha cercato di raccordare gli atti processuali (non ancora citati in ambito storiografico) e le fonti giornalistiche dell'epoca, così da ricostruire in maniera inedita le fasi del processo, svoltosi nel dopoguerra, per l'eccidio Gaffarelli e la rapina ai danni di Antonio Gaffarelli. Esaminando tale elaborato, Vittorio Tomasin ha affermato - in Adria e il Delta dalla distruzione alla ricostruzione. Settembre 1943 – dicembre 1945 - che le severe pene irrogate inizialmente agli imputati furono il risultato di una Magistratura all'epoca non completamente epurata.